# Nationalpark Swjati Hory

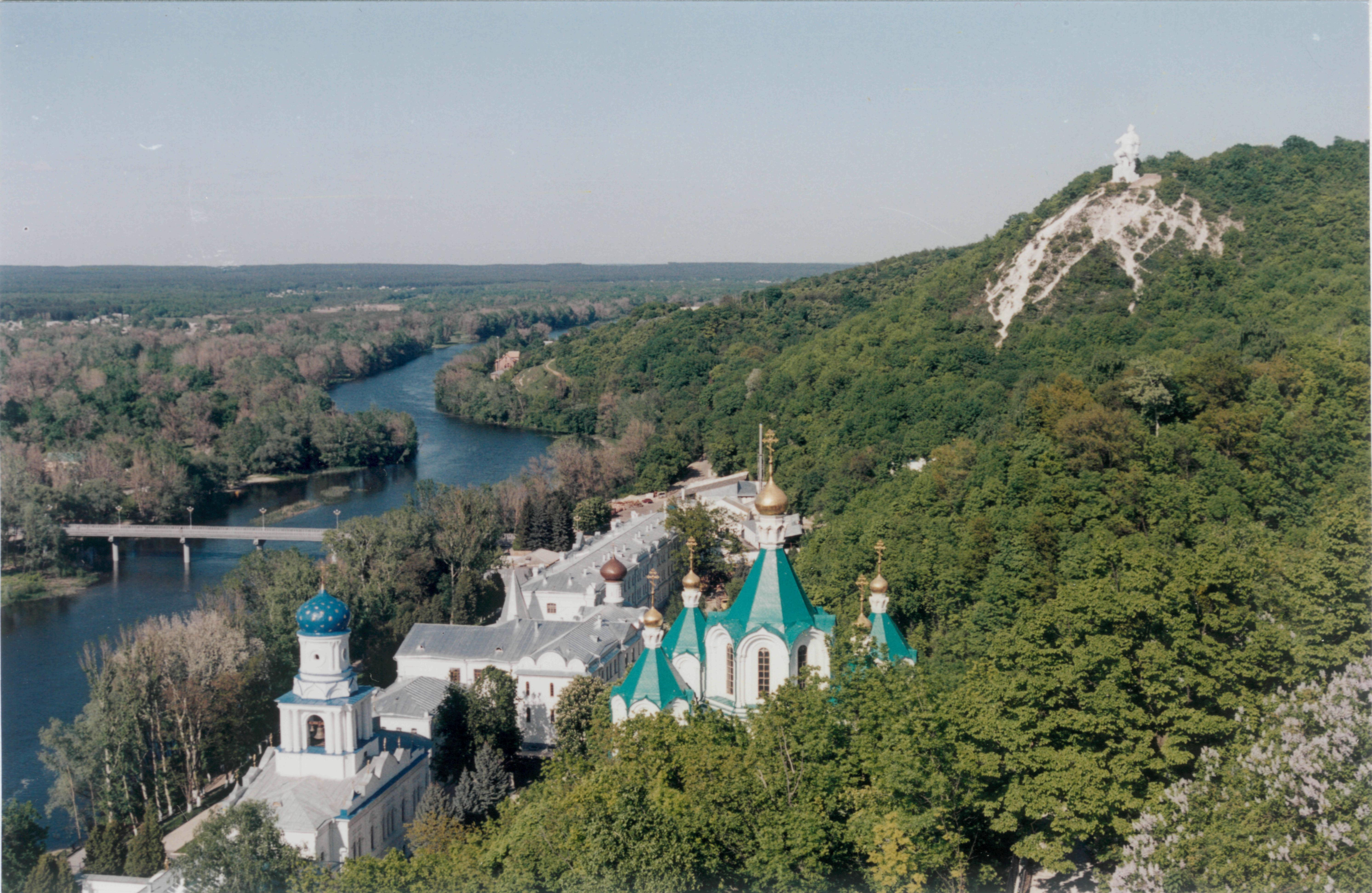
Kloster und Monumentalstatue des Revolutionärs Fjodor Sergejew von Iwan Kawaleridse

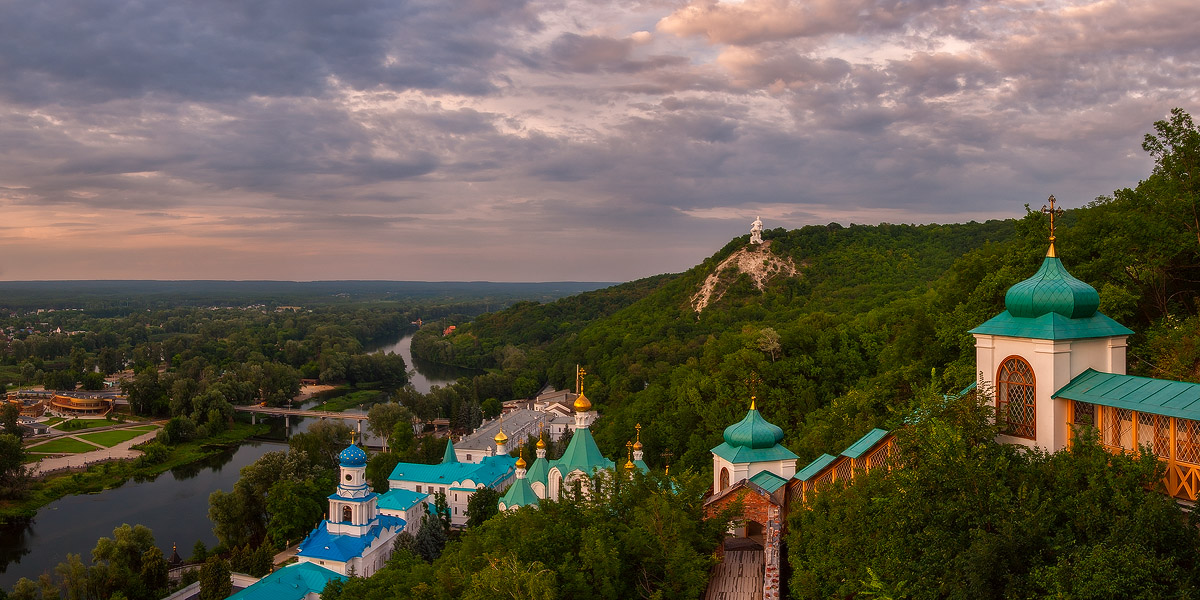
Kloster und Monumentalstatue

Der Nationalpark Swjati Hory (ukrainisch Святі Гори/Swjati Hory; russisch Святые горы/Swjatyje gory; deutsch sinngemäß „Heilige Berge“) liegt im nördlichen Teil der Region Donezk in der Ukraine in den Rajons Slowjansk (11.957 ha), Lyman (27.665 ha) und Bachmut. Er wurde am 13. Februar 1997 durch DPR Nr. 135/97 festgeschrieben.
Mit Stand 2024 waren laut ukrainischen Behörden 4/5 des Nationalparks durch den Russisch-Ukrainischen Krieg zerstört und/oder durch Kampfmittel kontaminiert worden.

## Geographie
Der Park erstreckt sich entlang des linken Ufers des Flusses Siwerskyj Donez mit weiteren Gebieten am rechten Ufer. Die Gesamtfläche des Parks beträgt 40.589 Hektar, von denen 11.878 Hektar im Besitz der Parkverwaltung sind. Im Park gibt es Kreidefelsen mit Reliktpflanzenarten, wie beispielsweise der voreiszeitlichen Kreidekiefer (Pinus sylvestris var. cretacea). Im Jahr 2008 wurden diese Kreidefelsen in die Liste der Top-100 des ukrainischen Wettbewerbs Sieben Naturwunder der Ukraine aufgenommen. Im Park gibt es Straßen und Eisenbahnlinien sowie eine Reihe von Siedlungen.

## Flora
Im Park gibt es 943 Pflanzenarten, von denen 48 in der Roten Liste der Ukraine aufgeführt sind. Geschützte Vegetation im Tal des Flusses Siwerskyj Donez sind die Kiefernwälder und andere endemische Pflanzengemeinschaften auf Ablagerungen aus der Kreidezeit, Steppen-, Wiesen- und Sumpfvegetation. 20 Pflanzenarten sind endemisch.
Etwas oberhalb des Klosters gibt es am linken Ufer des Siwerskyj Donez einen Bereich mit 200 bis 300 Jahre alten Eichen. Die meisten von ihnen erreichen eine Höhe von 25 m bei einem Durchmesser von etwa 80 cm, und einige Bäume erreichen einen Durchmesser von über eineinhalb Metern. In einer der Lichtungen wächst die mit 600 Jahren älteste Eiche im Osten der Ukraine mit 29 m Höhe, etwa 2 m Durchmesser und 6,3 m Stammumfang.

## Fauna
Im Park leben rund 300 Wirbeltierarten, 50 davon werden in der Roten Liste seltener Arten der Ukraine aufgeführt. Darunter sind 43 Säugetiere, 194 Vögel, 10 Reptilien, 9 Amphibien und 40 Fische.

## Geschichte
Im Park gibt es 129 archäologische Stätten von der Altsteinzeit bis ins Mittelalter; 73 davon stehen unter Denkmalschutz. 1980 wurde um das ehemalige Kloster der Heiligen Maria ein Museumskomplex gegründet. Dazu gehört das im 13. bis 16. Jahrhundert erbaute Kloster Swjatohirsk auf einem Felsen am rechten Ufer des Siwerskyj Donez. Zum Komplex gehören auch historische Denkmäler wie die monumentale, 27 m hohe Statue des russischen Kommunisten und Revolutionärs Fjodor Sergejew („Artjom“), die 1927 von Iwan Petrowitsch Kawaleridse geschaffen wurde. Neben der Statue steht ein Denkmal zur Erinnerung an den Deutsch-Sowjetischen Krieg.
Mit Stand 2024 waren laut ukrainischen Behörden 4/5 des Nationalparks durch den Russisch-Ukrainischen Krieg zerstört und/oder durch Kampfmittel kontaminiert worden.